# Skraplanie hydrotermalne
Skraplanie hydrotermalne (ang. hydrothermal liquefaction, HTL) – proces termicznej depolimeryzacji (TDP) w której w umiarkowanej temperaturze i pod wysokim ciśnieniem następuje przetworzenie mokrej biomasy na substancję podobną do ropy naftowej, tzw. oleju HTL. Uzyskany surowiec cechuje się dużą gęstością energii oraz mniejszą wartością opałową (33,8–36,9 MJ/kg), 5–20% masy to tlen i odnawialne substancje chemiczne.
Reakcja zwykle przebiega z udziałem katalizy homogenicznej lub heterogenicznej, w celu zwiększenia jakości oraz ilości produktu. Węgiel i wodór zawarty w materiale organicznym, takim jak biomasa, torf lub węgiel o niskiej wartości opałowej (węgiel brunatny) są przetwarzane termochemicznie w związki hydrofobowe o niskiej lepkości i wysokiej rozpuszczalności. W zależności od warunków przebiegu procesu, produkt może być wykorzystany jako paliwo napędowe dla silników o dużej mocy, jak silniki kolejowe i morskie lub być przetworzony na paliwo transportowe, takie jak olej napędowy, benzyna, czy paliwo lotnicze.

## Historia
Już w latach 20. XX wieku rozważano możliwość produkcji ropy przy użyciu gorącej wody i katalizatorów zasadowych. Był to wstęp do rozwoju późniejszych technologii HTL, które wzbudziły zainteresowanie badaczy – zwłaszcza podczas kryzysu naftowego w latach 70. XX wieku. W tamtym okresie Pittsburgh Energy Research Center (PERC) opracowało technologię wysokociśnieniowego (hydrotermalnego) skraplania i następnie zaprezentowało wykorzystującą ją instalację (o wydajności 100 kg/h) w Albany Biomass Liquefaction Experimental Facility w Albany w USA. W 1982 roku Shell Oil opracował w Holandii proces HTU. Inne organizacje również badały technologie hydrotermicznego skraplania biomasy: Hochschule für Angewandte Wissenschaften Hamburg (Niemcy), SCF Technologies in Copenhagen (Dania), EPA’s Water Engineering Research Laboratory (Cincinnati, USA) oraz Changing World Technology Inc. (Philadelphia, USA). Obecnie badaniem możliwości komercyjnego zastosowania technologii zajmują się takie firmy jak Licella/Ignite Energy Resources (Australia), Altaca Energy (Turcja), Steeper Energy (Dania i Kanada) oraz Mulchand Holdings (Indie).

## Reakcje chemiczne
Podczas skraplania hydrotermalnego długie łańcuchy cząsteczek tworzących biomasę są rozrywane pod wpływem temperatury i następuje usuwanie tlenu w postaci H
2O (dehydratacja) oraz CO
2 (dekarboksylacja). W rezultacie otrzymany zostaje olej HTL o wysokim stosunku wodoru do węgla. Uproszczone opisy reakcji dehydratacji i dekarboksylacji zostały opisane w literaturze.

## Procesy
Większość instalacji wykorzystującej hydrotermalne skraplanie wykorzystuje temperatury z zakresu 250–550 °C i ciśnienia 5–25 MPa oraz katalizatory w cyklu 20–60 minut. Istnieje możliwość wykorzystywania wyższych lub niższych temperatur w celu optymizacji wielkości uzysku produktów płynnych lub gazowych. Pod wpływem temperatury woda przechodzi w zależności od warunków w stan podkrytyczny lub nadkrytyczny i zachowuje się jak rozpuszczalnik, reagent i katalizator ułatwiający reakcję konwersji biomasy do oleju.
Przebieg reakcji przemiany biomasy do oleju popirolitycznego zależy od kilku zmiennych:
- składu wykorzystanego surowca,
- temperatury i tempa ogrzewania,
- ciśnienia,
- rozpuszczalnika,
- czasu reakcji,
- użytych katalizatorów.

### Surowiec
Teoretycznie każdy rodzaj biomasy może zostać przetworzony na olej HTL w procesie skraplania hydrotermalnego, niezależnie od jego zawartości wody. Badano możliwość wykorzystania różnych rodzajów biomasy: od odpadów rolniczych i leśnych, osadów ściekowych, odpadów przemysłu spożywczego do intensywnie badanych w ostatnich latach niespożywczych rodzajów biomasy, takich jak np. glony. Zawartość celulozy, hemicelulozy, białek i ligniny może mieć wpływ na ilość i jakość uzyskanego produktu.

### Temperatura i tempo ogrzewania
Temperatura odgrywa zasadniczą rolę w przetwarzaniu biomasy na olej HTL, determinując depolimeryzację biomasy do oleju oraz repolimeryzację do osadów stałych. Podczas gdy optymalna temperatura przebiegu reakcji jest zależna od użytego surowca, to temperatura w zakresach powyżej optimum powoduje zwiększone wydzielanie osadów oraz tworzenie gazów, a poniżej redukuje intensywność depolimeryzacji i tym samym ilość produktu końcowego.
Analogicznie do temperatury, tempo ogrzewania ze względu na przewagę reakcji pobocznych w warunkach poza optimum, odgrywa decydująca rolę w produkcji poszczególnych faz. W warunkach zbyt niskiego tempa ogrzewania reakcje poboczne stają się dominujące, prowadząc do wydzielania osadów. Pomimo że proces produkcji płynnego oleju wymaga wysokiej temperatury i tempa ogrzewania, to istnieje ich wartość progowa, po której przekroczeniu następuje zahamowanie wytwarzania produktów płynnych, a w reakcjach pobocznych zaczynają dominować produkty gazowe.

### Ciśnienie
Ciśnienie (wraz z temperaturą) determinuje wytwarzanie stanu nad- lub podkrytycznego rozpuszczalników, kinetykę reakcji oraz ilość energii wymaganej do wytworzenia pożądanych produktów HTL (ropa, gaz, substancje chemiczne, osad, etc).

### Czas reakcji
Skraplanie hydrotermalne jest szybkim procesem o krótkim czasie reakcji depolimeryzacji, wynoszącym zwykle od 15 do 60 minut. Czas reakcji zależy od warunków w jakich jest przeprowadzana, takich jak użyty surowiec, stosunek rozpuszczalników i temperatura. Proces wymaga optymalizacji czasu reakcji w celu zapewnienia całkowitej depolimeryzacji, co zapobiega dalszemu zachodzeniu reakcji.

### Katalizatory
Woda pełni funkcje katalizatora reakcji, ale inne katalizatory mogą zostać dodane do reaktora w celu optymalizacji procesu. Do możliwych katalizatorów należą rozpuszczalne w wodzie związki nieorganiczne oraz sole, w tym KOH i Na
2CO
3, katalizatory zawierające metale przejściowe (Ni, Pd, Pt i Ru osadzone na nośniku zawierającym węgiel, krzem lub aluminium). Dodatek katalizatorów, dzięki przetwarzaniu białek, celulozy, hemicelulozy na olej, może prowadzić do zwiększenia produkcji o 20%. Zdolność katalitycznej konwersji biomateriałów innych niż tłuszcze i oleje do oleju ropo-podobnego zapewnia możliwość wykorzystania większego zakresu surowców.

## Wpływ na środowisko
Biopaliwa produkowane w procesie skraplania hydrotermalnego są neutralne dla klimatu, co oznacza że nie powodują emisji netto dwutlenku węgla. Materiały roślinne wykorzystane do produkcji biopaliwa wykorzystują do wzrostu proces fotosyntezy, wiążąc dwutlenek węgla z atmosfery. Spalanie biopaliw odbywa się z uwolnieniem dwutlenku węgla do atmosfery, ale jego ilość jest niemal całkowicie równoważona przez ilość dwutlenku węgla przyswojonego przez rośliny, w rezultacie generując emisje na poziomie 15–18 g CO
2/kWh wyprodukowanej energii. Wartość ta jest znacznie niższa, niż wielkość emisji generowanych przez technologie wykorzystujące spalanie paliw kopalnych, które generują emisje na poziomach: 955 g/kWh (węgiel), 813 g/kWh (ropa), 446 g/kWh (gaz ziemny). W ostatnich latach Steeper Energy ogłosiła, że wskaźnik emisji dwutlenku węgla wytwarzanego przez nich paliwa Hydrofaction wynosi 15 CO
2eq/MJ, podczas gdy wartość tego wskaźnika dla oleju napędowego wynosi 93,55 CO
2eq/MJ.
Skraplanie hydrotermalne to czysty proces podczas którego nie powstają szkodliwe związki, takie jak amoniak, tlenki azotu czy siarki. Pierwiastki takie jak azot, siarka czy chlor są wiązane w nieszkodliwych produktach, jak N
2 i kwasy nieorganiczne, które mogą zostać zneutralizowane przy użyciu zasad.

## Porównanie do pirolizy i innych technologii BtL
Technologia HTL różni się od pirolizy tym, że może przetwarzać mokrą biomasę, a jej produktem jest olej HTL o średnio dwukrotnie gęstości energii, niż olej popirolityczny. Piroliza jest procesem podobnym do skraplania hydrotermalnego, ale w procesie pirolizy biomasa musi zostać przetworzona i wysuszona w celu zwiększenia ilości uzyskanego oleju. Obecność wody podczas pirolizy drastycznie zwiększa ciepło parowania materii organicznej, zwiększając ilość energii niezbędnej do rozkładu biomasy. Typowy proces pirolizy wymaga zawartości wody nie przekraczającej 40%, co powoduje konieczność wstępnej obróbki surowca, takiego jak np. trawy tropikalne, które zawierają 80–85% wody, a nawet dalej idących zabiegów wstępnych w przypadku gatunków wodnych, które mogą zawierać ponad 90% wody.
Olej HTL może zawierać do 80% ilości węgla zawartego w surowcu (po pojedynczym cyklu procesu) i może być dystrybuowany przy użyciu istniejącej infrastruktury wykorzystywanej w przemyśle petrochemicznym.